# 네메스

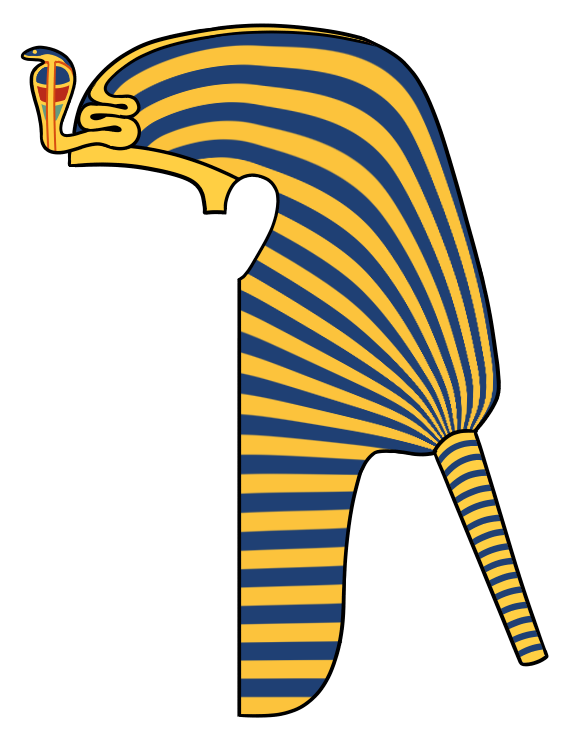
네메스

네메스(영어: Nemes)는 고대 이집트의 파라오가 착용했던 줄무늬 머리 천 조각이다.